# V412 Близнецов
V412 Близнецов (лат. V412 Geminorum) — двойная затменная переменная звезда типа W Большой Медведицы (EW) в созвездии Близнецов на расстоянии (вычисленном из значения параллакса) приблизительно 7893 световых лет (около 2420 парсек) от Солнца. Видимая звёздная величина звезды — от +16,96m до +16,36m. Орбитальный период — около 0,3267 суток (7,84 часа)*.

## Характеристики
Первый компонент — оранжево-жёлтая звезда спектрального класса K-G. Эффективная температура — около 5071 К.
Второй компонент — оранжево-жёлтая звезда спектрального класса K-G.